# Paulus Ambunda
Paulus Ambunda est un boxeur namibien né le 6 août 1980 à Swakopmund.

## Carrière
Passé professionnel en 2007, il devient champion du monde des poids coqs WBO le 2 mars 2013 après sa victoire aux points contre Pungluang Sor Singyu. Il cède sa ceinture aux points dès le combat suivant face au japonais Tomoki Kameda le 27 juillet 2013.